# Вишнянская обсерватория
Вишнянская обсерватория — общественная астрономическая обсерватория, основанная в 1992 году около деревни Вишньян, Хорватия. В 2005 году обсерватория стала астрономическим институтом.

## Руководители обсерватории
- Корадо Корлевич

## История обсерватории
Наиболее активно в обсерватории производились открытия астероидов с 1996 по 2001 года. В 2001 году в связи с сильным ростом светового загрязнения в районе обсерватории были прекращены наблюдения. В 2009 году была построена новая обсерватория около поселения Тикан. На территории обсерватории проходит несколько летних лагерей для юных ученых-школьников: по астрономии, археологии, морской биологии и по другим дисциплинам.

## Инструменты обсерватории
- Телескоп «NR-407» (D=407-мм, рефлектор) + ПЗС-камера ST-6 (275x241 pixel, 27x23 microns) (тот на котором были сделаны открытия 1700 астероидов), построен в 1995 году.
- 20-см телескоп Шмидт-Кассегрен (?)

## Направления исследований
- Поиск новых астероидов и комет
- Поиск околоземных астероидов и ТНО
- Мониторинг малых тел Солнечной системы

## Основные достижения
- Открытие 1750 новых астероидов (нумерованные объекты: 4 в 1995 году, 26 в 1996 году, 6 в 1997 году, 1289 астероидов в 1998—2000 годах)
- Околоземный астероид: 1999BY9
- Открытие комет: 183P/Korlević-Jurić и 203P/Korlević
- Причастность к открытию кометы P/1998 VS24 (LINEAR) (IAUC 7071)
- Одна переменная звезда типа Мирида (меняет блеск от 10 до 19 зв. вел.)
- По состоянию на январь 2011 года Вишнянская обсерватория занимала 13-е место среди всех обсерваторий мира по числу открытых астероидов, которые получили постоянные номера (1389 объектов)[1], а основатель и руководитель обсерватории Корадо Корлевич — 13-е место в персональном зачёте открытых астероидов[2].

## Адрес обсерватории

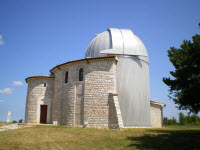
Обсерватория Тикан (построена в 2009 году)

- Istarska 5, HR-52463 Visnjan, Croatia